# Internationale Chemieolympiade
Die Internationale Chemieolympiade (IChO) ist ein jährlich stattfindender Wettbewerb für Schüler der höheren Schulstufen. Sie ist eine der Internationalen Wissenschafts-Olympiaden.
Die erste IChO wurde im Jahr 1968 in Prag (damals Tschechoslowakei) abgehalten. Seither fand sie jedes Jahr (außer 1971) statt. Die ersten Teilnehmer kamen größtenteils aus Ländern des ehemaligen Ostblocks, und bis zur 12. IChO in Österreich fanden alle Wettbewerbe dort statt.

## Aufbau und Regeln für den Wettbewerb

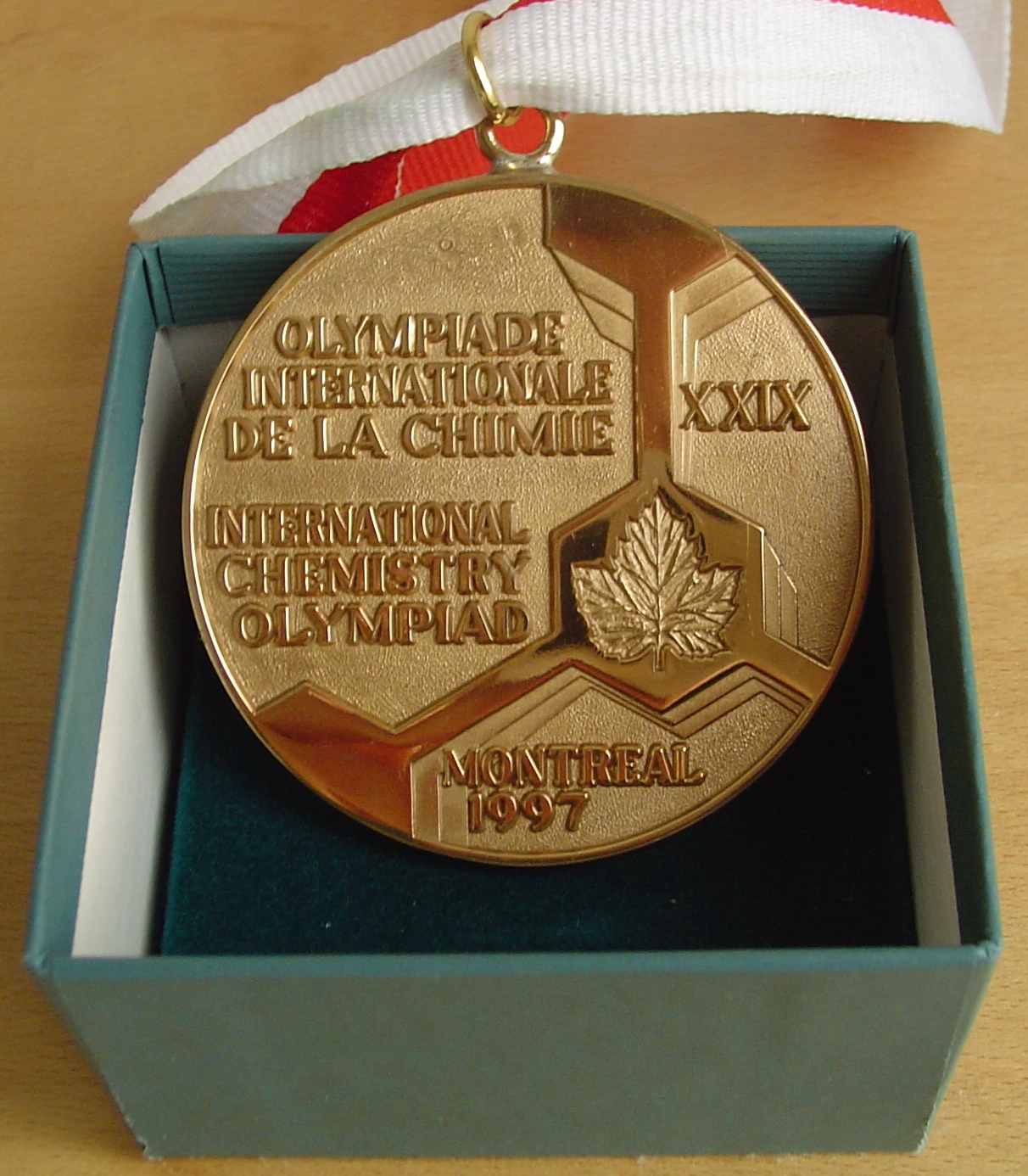
Eine der begehrten IChO-Medaillen.

Jedes teilnehmende Land entsendet eine Delegation aus maximal vier Teilnehmern und zwei Mentoren zur IChO. Die Delegation kann zusätzlich bis zu zwei wissenschaftliche Beobachter enthalten. Alle Teilnehmer müssen jünger als 20 Jahre sein und es darf sich nicht um Studenten handeln. Die Internationale Informationszentrale der Internationalen Chemieolympiade befindet sich in Bratislava (Slowakei).
Länder, die später an der IChO teilnehmen wollen, müssen Beobachter zu zwei aufeinanderfolgenden Bewerben senden, bevor sie eine eigene Delegation entsenden dürfen. An der 36. IChO (2004) in Kiel nahmen insgesamt 61 Länder teil, weitere 7 haben Beobachter entsandt. Insgesamt waren dabei also 68 Nationen vertreten.
Der Wettbewerb besteht aus einer theoretischen und einer praktischen Prüfung. Beide dauern 5 Stunden, und sie werden an unterschiedlichen Tagen abgehalten (normalerweise wird die Praxis vor dem Theoriewettbewerb durchgeführt). Insgesamt sind 100 Punkte zu erreichen, 60 in der Theorie und 40 in der Praxis. Die beiden Bereiche sind voneinander unabhängig, und die Summe der Punkte bestimmt das Gesamtergebnis.
Die Teilnehmer erhalten die (ursprünglich englischen) Unterlagen für den Wettbewerb in ihrer Sprache, wobei es die Aufgabe der Betreuer ist, sie aus dem Englischen zu übersetzen. Nachdem die Prüfung von einem Komitee (dieses wird immer von dem Land ernannt, in dem die Olympiade stattfindet) ausgewertet wurde, aber bevor das Ergebnis feststeht, besprechen die Betreuer das Ergebnis mit dem Komitee. Weil die Betreuer über die Prüfung Bescheid wissen, bevor sie stattfindet, ist jegliche Kommunikation zwischen ihnen und den Teilnehmern strengstens verboten.
Der Bewerb umfasst nahezu das gesamte Spektrum der Chemie, so beispielsweise Anorganik, Organik, physikalische Chemie, analytische Chemie, Biochemie und Spektroskopie. Zwar ist ein Teil dieses Themenbereiches auch im normalen Lehrplan enthalten, doch viele der bei der IChO behandelten Themen haben Universitätsniveau. Zur Vorbereitung findet ein mehrwöchiger Lehrgang im Veranstalterland statt, wobei sogenannte Preparatory Problems (übersetzt: Vorbereitungsaufgaben) herausgegeben werden. Diese Preparatory Problems behandeln bestimmte Themenbereiche wesentlich umfassender als beim Chemiestudium verlangt wird. Voraussetzungen für die Teilnahme sind ein ausgeprägtes Verständnis der Chemie, eine ausgezeichnete Fähigkeit, den Bezug zwischen chemischen Themen untereinander und zur Realität zu erkennen, und natürlich ist auch großes Interesse an der Chemie vonnöten.
Alle Teilnehmer werden nach ihrer Punktezahl gereiht (keine Teamwertung). Die besten zehn Prozent erhalten eine Goldmedaille, die nächsten 20 Prozent eine Silberne und Bronze geht an die nächsten 30 Prozent der Teilnehmer. Ehrenvoll erwähnt werden jene Teilnehmer, die zwar keinen Medaillenrang erreichen konnten, aber ein theoretisches oder praktisches Problem perfekt gelöst haben. Weiterhin gibt es noch die beiden Sonderpreise „Beste Theorie“ und „Beste Praxis“.
Die IChO ist eine ausgezeichnete Gelegenheit für die Kursteilnehmer, um Menschen aus aller Welt kennenzulernen, die ähnliche Interessen haben. Weiter gibt es die Möglichkeit, Sehenswürdigkeiten zu besichtigen und in Kontakt mit unterschiedlichen Kulturen zu treten. Die IChO fördert dadurch auch Freundschaften über Ländergrenzen hinweg und ebnet somit den Weg für ein internationales Verständnis.
Die vier besten Teilnehmer der dritten Runde die im Wettbewerbsjahr nicht 17 werden, qualifizieren sich (nicht verbindlich) für den deutschen Auswahlwettbewerb zur European Olympiad of Experimental Science (EOES).

## Vorbereitung für den Bewerb
Obwohl es prinzipiell jedem Teilnehmerland selbst überlassen ist, nach irgendeinem Verfahren die Teilnehmer zu bestimmen, werden normalerweise regionale und überregionale Olympiaden durchgeführt, wie beispielsweise die Deutsche Chemie-Olympiade als Qualifikation in Deutschland oder in Österreich die Österreichische Chemieolympiade. Wenn die Mannschaft festgelegt wurde, werden die IChO-Teilnehmer von vielen Ländern zu Vorbereitungskursen geschickt, wo sie von den Betreuern aus ihrem Land unterrichtet werden. Dieser Unterricht umfasst speziell jene Themenbereiche, die in den Preparatory Problems vorkommen.

## Die IChOs und ihre Austragungsorte
| Nr. | Jahr | Austragungsland                 | Stadt                           | Datum                  | Anmerkungen                                                                                          |
| --- | ---- | ------------------------------- | ------------------------------- | ---------------------- | --- |
| 1   | 1968 | Tschechoslowakei                | Prag                            | 18. bis 21. Juni       | |
| 2   | 1969 | Polen                           | Katowice                        | 16. bis 20. Juni       | |
| 3   | 1970 | Ungarn                          | Budapest                        | 1. bis 5. Juli         | |
| -   | 1971 |                                 |                                 |                        | Fand nicht statt.                                                                                    |
| 4   | 1972 | Sowjetunion                     | Moskau                          | 1. bis 10. Juli        | |
| 5   | 1973 | Bulgarien                       | Sofia                           | 1. bis 10. Juli        | |
| 6   | 1974 | Rumänien                        | Bukarest                        | 1. bis 10. Juli        | |
| 7   | 1975 | Ungarn                          | Veszprém                        | 1. bis 10. Juli        | |
| 8   | 1976 | Deutsche Demokratische Republik | Halle                           | 10. bis 19. Juli       | |
| 9   | 1977 | Tschechoslowakei                | Bratislava                      | 4. bis 14. Juli        | |
| 10  | 1978 | Polen                           | Toruń                           | 3. bis 13. Juli        | |
| 11  | 1979 | Sowjetunion                     | Leningrad                       | 2. bis 11. Juli        | |
| 12  | 1980 | Österreich                      | Linz                            | 13. bis 23. Juli       | |
| 13  | 1981 | Bulgarien                       | Burgas                          | 13. bis 23. Juli       | |
| 14  | 1982 | Schweden                        | Stockholm                       | 3. bis 12. Juli        | |
| 15  | 1983 | Rumänien                        | Timișoara                       | 2. bis 11. Juli        | |
| 16  | 1984 | Westdeutschland                 | Frankfurt am Main               | 1. bis 10. Juli        | |
| 17  | 1985 | Tschechoslowakei                | Bratislava                      | 1. bis 8. Juli         | |
| 18  | 1986 | Niederlande                     | Leiden                          | 6. bis 15. Juli        | |
| 19  | 1987 | Ungarn                          | Veszprém                        | 6. bis 15. Juli        | |
| 20  | 1988 | Finnland                        | Espoo                           | 2. bis 9. Juli         | |
| 21  | 1989 | Deutsche Demokratische Republik | Halle                           | 2. bis 10. Juli        | |
| 22  | 1990 | Frankreich                      | Paris                           | 8. bis 17. Juli        | |
| 23  | 1991 | Polen                           | Łódź                            | 7. bis 15. Juli        | |
| 24  | 1992 | Vereinigte Staaten              | Pittsburgh und Washington, D.C. | 11. bis 22. Juli       | |
| 25  | 1993 | Italien                         | Perugia                         | 11. bis 22. Juli       | |
| 26  | 1994 | Norwegen                        | Oslo                            | 3. bis 11. Juli        | |
| 27  | 1995 | Volksrepublik China             | Peking                          | 13. bis 20. Juli       | |
| 28  | 1996 | Russland                        | Moskau                          | 14. bis 23. Juli       | |
| 29  | 1997 | Kanada                          | Montreal                        | 13. bis 22. Juli       | |
| 30  | 1998 | Australien                      | Melbourne                       | 5. bis 14. Juli        | |
| 31  | 1999 | Thailand                        | Bangkok                         | 4. bis 14. Juli        | |
| 32  | 2000 | Dänemark                        | Kopenhagen                      | 2. bis 11. Juli        | |
| 33  | 2001 | Indien                          | Mumbai                          | 6. bis 15. Juli        | |
| 34  | 2002 | Niederlande                     | Groningen                       | 5. bis 14. Juli        | |
| 35  | 2003 | Griechenland                    | Athen                           | 5. bis 14. Juli        | |
| 36  | 2004 | Deutschland                     | Kiel                            | 18. bis 27. Juli       | |
| 37  | 2005 | Taiwan                          | Taipeh                          | 16. bis 25. Juli       | |
| 38  | 2006 | Südkorea                        | Gyeongsan                       | 2. bis 11. Juli        | |
| 39  | 2007 | Russland                        | Moskau                          | 15. bis 24. Juli       | |
| 40  | 2008 | Ungarn                          | Budapest                        | 12. bis 21. Juli       | |
| 41  | 2009 | England                         | Cambridge                       | 18. bis 27. Juli       | |
| 42  | 2010 | Japan                           | Tokyo                           | 19. bis 28. Juli       | |
| 43  | 2011 | Türkei                          | Ankara                          | 9. bis 18. Juli        | |
| 44  | 2012 | Vereinigte Staaten              | Washington, D.C.                | 21. bis 30. Juli       | |
| 45  | 2013 | Russland                        | Moskau                          | 14. bis 23. Juli       | |
| 46  | 2014 | Vietnam                         | Hanoi                           | 21. bis 30. Juli       | |
| 47  | 2015 | Aserbaidschan                   | Baku                            | 20. bis 29. Juli       | |
| 48  | 2016 | Georgien                        | Tiflis                          | 23. Juli bis 1. August | Zuvor Karatschi ( Pakistan) als Austragungsort vorgesehen                                            |
| 49  | 2017 | Thailand                        | Bangkok                         | 6. bis 15. Juli        | |
| 50  | 2018 | Tschechien und Slowakei         | Prag und Bratislava             |                        | |
| 51  | 2019 | Frankreich                      | Paris                           |                        | |
| 52  | 2020 | Türkei                          | Istanbul                        | 23. bis 30. Juli       | Online aufgrund der Covid-19-Pandemie                                                                |
| 53  | 2021 | Japan                           | Osaka                           | 24. Juli bis 2. August | Online aufgrund der Covid-19-Pandemie                                                                |
| 54  | 2022 | Volksrepublik China             | Tianjin                         | 10. bis 18. Juli       | Online aufgrund der Pandemie; Treffen der Teams aus Deutschland, Österreich und der Schweiz in Basel |
| 55  | 2023 | Schweiz                         | Zürich                          | 16. bis 25. Juli       | |
| 56  | 2024 | Saudi-Arabien                   | Riad                            | 21. bis 30. Juli       | [ 2 ]                                                                                                |
| 57  | 2025 | Vereinigte Arabische Emirate    | Dubai                           | 5. bis 14. Juli        | |
| 58  | 2026 | Usbekistan                      | Taschkent                       | 1. bis 10. Juli        | |
| 59  | 2027 | Taiwan                          | Taipeh                          |                        | |